# Dar Salam
Dar Salam ist eine Siedlung auf der Komoreninsel Anjouan im Indischen Ozean.

## Geografie
Der Ort liegt an der Südküste zwischen Salamani (NW), sowie Hamamboua und Pomoni  (SO).
Der Ort liegt im Einzugsbereich des Mro Choungoui, während der Nachbarort Bandani-Vouani im Einzugsbereich des Mro Bandani liegt.

## Klima
Nach dem Köppen-Geiger-System zeichnet sich Dar Salam durch ein Tropisches Klima mit der Kurzbezeichnung Am aus. Die Temperaturen sind das ganze Jahr über konstant und liegen zwischen 20 °C und 25 °C.